# 魏安郡
魏安郡，中国五胡十六国时设置的郡。
前凉置，治所在今甘肃省古浪县东。辖境相当今甘肃省古浪县以东的长城内外地区。北周时降为白山县。 